# 有機ケイ素化合物
有機ケイ素化合物（ゆうきケイそかごうぶつ）は有機化合物の炭素を同族元素のケイ素に置き換えた化合物の総称である。ただし炭素と異なりケイ素は二重・三重結合を作る傾向が小さく有機炭素化合物と比べてその種類は少ない。また、実際には炭素を含む有機ケイ素化合物が大半である。
もっとも単純な有機ケイ素化合物は、有機炭素化合物のアルカンに相当するケイ素と４つの水素からなるシラン（SiH4）である。有機ケイ素化学はそれらの物性・反応性などを研究する化学である。炭素と同様、有機ケイ素化合物中のケイ素原子は4価であり、四面体型構造をとる。最初の有機ケイ素化合物はテトラエチルシランで、これは1863年、シャルル・フリーデルとジェームス・クラフツによって四塩化ケイ素とジエチル亜鉛の反応で合成された。
{\displaystyle {\ce {SiCl4\ + 2 Zn(C2H5)2 -> Si(C2H5)4\ + 2 ZnCl2}}}
炭素とケイ素を含む最も単純な化合物は炭化ケイ素であり、1893年に発見されて以来多くの工業的用途が見出されている。
ケイソウをはじめとしてケイ酸塩を利用する生物は多数見られることや、植物に対してケイ素が多くの有益な効果をもたらすことなどから、生物にとってケイ素は密接な関わりがあるとされる。また、ケイ素は有機化合物を構成する炭素と同族の元素であることから、ケイ素を主要な構成要素とする生物（ケイ素生物）がしばしばSF作品などで取り上げられる。しかしながら、これまでのところ生体物質中に有機ケイ素化合物そのものがみられた例は知られていない。

## 有機シラン
炭素−ケイ素結合は炭素−炭素結合に比べて長く（それぞれ 184 pm, 154 pm）、解離エネルギーも小さい（それぞれ 451 kJ/mol, 607 kJ/mol）。電気陰性度の違いのため (C, 2.55; Si, 1.90) C−Si 結合は極性がやや偏っており、炭素は負電荷を帯びる。この傾向は細見・櫻井反応で確認される。テトラメチルシランなどを含むシラン類の化学的性質は、熱的安定性などの点においてアルカンに類似する。
β-ケイ素効果は β位のケイ素原子がカルボカチオンを安定化させ、その反応性に影響を及ぼす効果である。

## シロキシド
ケイ素と酸素の結合距離は C−O 結合に比べて非常に短く、また強い（それぞれ 809 kJ/mol, 538 kJ/mol）。極性は酸素原子に偏っている。例としてシロキサンやその重合体であるポリシロキサンが挙げられる。また、シリルエーテルはアルコールの保護基として広く用いられる。Si−O 結合よりも強いのはケイ素−フッ素結合のみであるため、脱保護にはフッ素を含む化合物（フッ化テトラ-n-ブチルアンモニウム (TBAF) やジフルオロトリメチルケイ酸トリス(ジメチルアミノ)スルホニウム (TASF)、テトラブチルアンモニウムジフルオロトリフェニルシリケート (TBAT) など）が有効である。Si−O 結合の生成しやすさを利用した化学反応は数多く、ブルック転位やピーターソン反応などが知られている。

## シリルヒドリド
ケイ素−水素結合は C−H 結合よりも長く（それぞれ 148 pm, 105 pm）弱い（それぞれ 299 kJ/mol, 338 kJ/mol）。負電荷を帯びるのは水素原子のほうであるため、ケイ化水素でなくシリルヒドリド（水素化ケイ素）と呼ばれる。シリルヒドリド（シラン）類は反応性が非常に高く、ポリ（メチルヒドロシロキサン） (PMHS) などは還元剤として用いられる。
トリエチルシリルヒドリド（トリエチルシラン）がアジ化フェニルをアニリンに変換する試薬として用いられた例が報告されている。
この反応では、アゾビス（シクロヘキサンカルボニトリル） (ACCN) がラジカル開始剤として、脂肪族チオールがシリルヒドリドにラジカルを転移させる試薬として用いられている。発生したトリエチルシリルラジカルがアジドと反応すると窒素分子の遊離を伴って N-シリルアリールアミニルラジカルを生成させ、これがチオールから水素を引き抜き、触媒サイクルを形成する。水で後処理を行うとアニリンが得られる。

## シレン
炭素の誘導体と異なり、二重結合を含む有機ケイ素化合物はあまり知られていない。これは、Si=C結合が高い反応性を持つためであり、その結果、オリゴマー化や水や酸素と容易に反応する。Si=C 結合を持つ化合物としてベンゼンのケイ素類縁体であるシラベンゼン、Si=Si 結合を持つ化合物としてジシレンなどが研究の対象となっている。
なお、ケイ素-ケイ素三重結合 (Si≡Si) を含む有機ケイ素化合物が2004年に筑波大学の関口章らにより合成された。その中心の Si-Si≡Si-Si 構造ではアセチレンの場合と異なり、Si-Si≡Si の結合角が 137°に折れ曲がっている。
これらの不飽和結合はそのままでは反応性が高く安定に存在させられないため、かさ高い置換基の立体障害により速度論的な安定化が施されている。